# Крячок китайський
Крячок китайський (Thalasseus bernsteini) — вид сивкоподібних птахів підродини крячкових (Sterninae) родини мартинових (Laridae).

## Поширення
Вид поширений в Східній Азії. Гніздування зареєстроване лише в трьох місцях на східному узбережжі Китаю, островах Мацзу (Китайська Республіка) і в одному місці в провінції Південна Чолла (Південна Корея). Поза сезоном розмноження вид був зареєстрований в Індонезії, Сараваку, Малайзії, Китаї, Таїланді та на Філіппінах. Кількість дорослих особин, що розмножуються, коливається щороку, від 12 у 2012 році до щонайменше 43 у 2014 році.